# Ancylodactylus dickersonae
Ancylodactylus dickersonae (лісовий гекон чотирисмугий) — вид геконоподібних ящірок родини геконових (Gekkonidae). Мешкає в Східній і Центральній Африці. Вид названий на честь американської герпетологині Мері Сінтії Дікерсон.

## Поширення і екологія
Чотирисмугі лісові гекони мешкають в лісі Белетта на південному заході Ефіопії, в горах Іматонґ в Південному Судані, в лісі Ітурі на сході Демократичній Республіці Конго, в регіоні Торо на заході Уганди, а також локально в Уганді, Кенії і Танзанії, зокрема на південних схилах гори Кенія, за деякими свідченнями також в Руанді. Вони живуть у вологих і сухих тропічних лісах, на деревах і серед каміння. Зустрічаються на висоті від 400 до 2200 м над рівнем моря. Ведуть денний спосіб життя.